# Goetz (Wisconsin)
Goetz es un pueblo ubicado en el condado de Chippewa en el estado estadounidense de Wisconsin. En el Censo de 2010 tenía una población de 762 habitantes y una densidad poblacional de 9,85 personas por km².

## Geografía
Goetz se encuentra ubicado en las coordenadas 44°59′11″N 91°9′1″O / 44.98639, -91.15028. Según la Oficina del Censo de los Estados Unidos, Goetz tiene una superficie total de 77,38 km², de la cual 77,11 km² corresponden a tierra firme y (0,35%) 0,27 km² es agua.

## Demografía
Según el censo de 2010, había 762 personas residiendo en Goetz. La densidad de población era de 9,85 hab/km². De los 762 habitantes, Goetz estaba compuesto por el 98,82% blancos, el 0,13% eran afroamericanos, el 0% eran amerindios, el 0.13% eran asiáticos, el 0% eran isleños del Pacífico, el 0% eran de otras razas y el 0,92% pertenecían a dos o más razas. Del total de la población el 0,52% eran hispanos o latinos de cualquier raza.